# Edraianthus linifolius
Edraianthus linifolius är en klockväxtart som beskrevs av Gusmus. Edraianthus linifolius ingår i släktet Edraianthus och familjen klockväxter.
Artens utbredningsområde är Kroatien. Inga underarter finns listade i Catalogue of Life.